# King Kong (film, 2005)
King Kong je novozelandsko-ameriški epski pustolovski film iz leta 2005, ki ga je režiral, produciral in sodeloval pri pisanju scenarija Peter Jackson in je drugi remake istoimenskega filma iz leta 1933. V glavnih vlogah nastopajo Naomi Watts, Jack Black, Adrien Brody in preko zaznave gibanja Andy Serkis kot King Kong. Zgodba je postavljena v leto 1933 in prikazuje ambicioznega filmarja, ki prisili igralce in najeto posadko v ladijsko potovanje na skrivnostni Otok lobanj. Tam naletijo na nenavadna bitja, tudi na legendarno velikansko gorilo poimenovano Kong, ki jo zajamejo in pripeljejo v New York.
Snemanje je potelalo na Novi Zelandiji med septembrom 2004 in marcem 2005. Proračun za film se je povzel iz prvotnih 150 milijonov USD na rekordnih 207 milijonov. Premierno je bil prikazan 5. decembra 2005 v New Yorku, 13. decembra na Novi Zelandiji in 14. decembra drugod po ZDA. Kljub manjšim prihodkom od pričakovanih, pa je film po svetu prinesel 562 milijonov USD, s čimer je postal četrti najdonosnejši film studia Universal Pictures v zgodovini in najdonosnejši film leta. Prinesel je še dodatnih 100 milijonov USD s prodajo DVD-jev. Naletel je na dobre ocene kritikov in bil uvrščen na več seznamov najboljših filmov leta 2005. Kritiki so pohvalili posebne učinke, igro in občutek za spektakel v primerjavi z originalnim filmov, nekateri pa so kritizirali triurno dolžino filma. Na 78. podelitvi je bil nominiran za štiri oskarje, nagrajen pa je bil za montažo zvoka, mešanje zvoka in posebne učinke. Nominiran je bil še za tri nagrade BAFTA, od katerih je bil nagrajen za posebne učinke, in dva zlata globusa.

## Vsebina
V New Yorku leta 1933, v času velike gospodarske krize, newyorško igralko Ann Drawn najame finančno težaven filmski ustvarjalec Carl Denham, da igra v filmu skupaj z igralcem Bruceom Baxterjem. Ann spozna svojega najljubšega dramatika Jacka Driscola, ki je scenarist.  Snemanje filma poteka na tramvajskem parniku, SS Venture, pod poveljstvom kapitana Englehorna in pod Carlovim izgovorom, da bo priplul v Singapur. V resnici namerava Carl pripluti do skrivnostnega otoka lobanje in posneti film.  Kapitan Englehorn razmišlja o plovbi, kar je spodbudilo ugibanje njegove posadke.  Na potovanju se Ann in Jack zaljubita. Globoko v južnih vodah Venture prejme radijsko sporočilo, s katerim obvesti Englehorna, da obstaja Carlova aretacija zaradi njegovega kljubovanja ukazom studia o prenehanju proizvodnje.
Carl naroča Englehornu, naj se preusmeri na Rangoon, toda ladja se izgubi v megli in se zaleti na skalnato obalo otoka lobanje. Carl in njegova posadka raziskujejo otok, kmalu jih pa napadejo ljudožerci. Ann zakriči, ko vidi, da eden od Carlovih pomočnikov umre, za zidom pa zasliši glasen ropot. Po tem matrijarh plemena cilja na Ann in mrmra besedo "Kong". Englehorn priskoči na pomoč in reši filmsko ekipo z streljanjem, a ko se trudijo zapustiti otok, se eden od ljudožercev prikrade na ladjo in ugrabi Ann. Ljudožerci ponujajo Ann kot žrtvovanje Kongu, 7,6 m visoki gorili. Jack opazi Annino izginotje in posadka se vrne na otok, vendar je prepozno, ko Kong zbeži z Anno v džunglo. Carlu uspe videti Konga in postane bolj odločen, da ga bo posnel v filmu.
Čeprav je Ann sprva prestrašena nad svojio gorilo, ga premaga s svojimi žonglerskimi in plesnimi odrskimi veščinami ter začne dojemati Kongovo inteligenco in sposobnost za čustva. Englehorn organizira reševalno misijo, ki jo vodita njegov prvi častnik Hayes in Jack, spremljajo pa ju skupina moških. Ekipa naleti na pahirinozavra podobnega Ferructus cerastes, ki ga Hayes lahko ustreli. Ekipo nato napadejo dinozavri Utahraptorja, podobnega Venatosaurus saevidicus, in črede Brontosaurusa, ki jih lovijo, pri čemer umre veliko moških v posledičnem napadu. Po tem Baxter zapusti skupino, da se vrne na ladjo. Preostala misija se nadaljuje, ko prečkata močvirje, skupino napadejo piranski titanusi, ki ubijejo tri moške. 
Preostali člani skupine nadaljujejo pot skozi džunglo, ko jih Kong napade, zaradi česar padejo v globoko jamo, kar prinese posledico Hayesove smrti, Carl pa izgubi fotoaparat in režiserski trak. Kong se vrne k Ann in jo reši pred tremi dinozavri Vastatosaurus, preden jo odpelje v njegov brlog v gore.  Preostalo reševalno skupino napadejo orjaške žuželke v blatu in reši jih Baxter, ki se vrača, skupaj z Englehornom. Ko Jack nadaljuje z iskanjem Ann, se Carl odloči ujeti Konga. Jack se odpravi v Kongov brlog, nehote ga zbudi in izzove roj letečega Terapusmordaxa, velikih bitjij podobnih netopirjem. Ko se Kong bori proti roju, Ann in Jack pobegneta. K velikemu zidu prideta skupaj s Kongom, ki ju zasleduje, in Ann se moti, kaj Carl namerava storiti. Kong vdre skozi vrata, da bi vzel Ann nazaj in ubije več mornarjev, a je poražen, ko ga Carl nanj vrže polno steklenico kloroforma, ki ga uspava.
Carl v New Yorku na Broadwayu predstavlja "Kong, osmo čudo sveta", v katerem igra Baxter ob zavezanim Kongom.  Medtem Ann igra anonimno zborovodkinjo, saj ni želela sodelovati v predstavi. Vznemirjen z utripajočimi kamerami, Kong se osvobodi iz verige iz kromiranega jekla in uniči gledališče. Nato začne preganjati Jacka na mestne ulice in začne iskati Ann. Kong nezavestno uniči Jackov avto, nato pa spet naleti na Ann, ki ga zna umiriti. Kong in Ann si delita trenutek na zamrznjenem ribniku v Central Parku do napadov ameriške vojske. Kong z Ann pobegne na vrh stolpa Empire State Building, najvišjega stolpa v New Yorku, na katerem se pozneje spopade z šestimi letali mornarice F8C-5 Helldiver Navy. Uspe mu premagati tri letala, vendar je smrtno ranjen zaradi strelov in preživi zadnje trenutke z Ann preden umre in pade z stolpa. Ko Jack pride na vrh stolpa, se objame z Ann, na ulici pod stolpom pa množica ljudi opazuje in slika Kongovo truplo. Eden od mimoidočih pove, da so ga ubila letala. Ko Carl pride do trupla in si ga še zadnjič ogleda pove: "Niso ga ubila letala. Ubila ga je lepota". 

## Vloge
- Naomi Watts kot Ann Darrow
- Jack Black kot Carl Denham
- Adrien Brody kot Jack Driscoll
- Thomas Kretschmann kot kapitan Englehorn
- Jamie Bell kot Jimmy
- Andy Serkis kot Kong
- Evan Parke kot Benjamin »Ben« Hayes
- Kyle Chandler kot Bruce Baxter
- John Sumner kot Herb
- Lobo Chan kot Choy
- Craig Hall kot Mike
- William Johnson kot Manny
- Mark Hadlow kot Harry